# Jean Vieuille
Jean Vieuille (14 février 1902 à Paris - 6 avril 1967 à Saint-Georges-de-Didonne) est un baryton-basse français d'opéra.

## Biographie
Jean Félix Vieuille est le fils d'Aimé Albert Vieuille, assureur, et de Séraphine Ludé. Neveu de Félix Vieuille, il en suit les cours et ceux d'Albert Carré et de Léon David.
Il fait ses débuts dans le rôle du Comte dans les Le nozze di Figaro de Mozart en 1926 au Trianon puis fait une saison à l'Opéra de Strasbourg.
Vieuille chante des opéras de 1928 à 1958 à l'Opéra-Comique et à partir de 1950 également à l'Opéra de Paris. Il chante les rôles de Carmagnola dans Les Brigands, de Nicklauss et de Lindorf dans Les Contes d'Hoffmann, de Dancaïre et d'Escamillo dans Carmen, d'Angelotti dans la Tosca, de Melot dans Tristan und Isolde, de Marcel dans La Bohème et d'Albert dans Werther.
Il chante les premières de :
- La Peau de chagrin de Charles Levadé (1929)
- Le Sicilien d'Omer Letorey (1930)
- Gargantua d'Antoine Mariotte (1935)
- Ginevra de Marcel Bertrand (1942)
- Guignol d'André Bloch (1949)
- Marion ou La Belle au Tricorne de Pierre Wissmer (1951)
- Dolores de Michel-Maurice Levy (1952).

## Enregistrements
- Carmen, dirigé par Albert Wolff et André Cluytens
- Manon avec Pierre Monteux
- Pelléas et Mélisande dirigé par Cluytens
- La Poule noire dirigé par Richard Blareau

Il a également enregistré des chansons de Ciboulette, Monsieur Beaucaire, La Mascotte, Véronique et des mélodies de Hahn pour le label Parlophone.

## Filmographie
Vieuille apparaît en 1948 dans Le Barbier de Séville de Jean Loubignac. Il y tient le rôle de Pédrille.